# Београдска гитаријада
Београдска гитаријада или само Гитаријада, био је музички фестивал који је одржан у Београду. Прво издање фестивала одржано је 1966. а друго и последње 1967. године. Овај фестивал био је један од првих рок фестивала у СФР Југославији и сматран је једним од најистакнутијих догађаја у раним данима југословенске рок музике.

## Историјат

### Почеци
Пре првог издања фестивала, рок музика је већ доживела велику популарност код омладине у СФР Југославији и нашла се у југословенским медијима. Почеком шездесетих година 20. века формирали су се први југословенских рок бендови, а неки од њих као што су Бијеле стријеле, Црвени кораљи, Искре и Елипсе пре првог издања ове манифестације већ су објавили ЕП-ове. Године 1961. радио емисија Састанак у 9.05 почела је да се емитује на Радио Београду, а 1962. године основан је музички часопис Ритам посвећен џезу и савременој популарној музици. Серија концерата под називом Парада ритма одржана је 1964. године, на њој су учествовали југословенски рок бендови и она се сматра првим рок фестивалом у Југославији а можда и првим рок фестивалом у комунистичким државама. Фестивал Београдска гитаријада окренуо је поглед читаве југословенске јавности према рок музици и популарности коју је уживао међу младима.

### Први фестивал 1966.
Прво издање фестивала организовали су часопис ТВ Новости, дневне новине Вечерње новости и дискографска кућа ПГП РТБ.  Слоган фестивала био је: „ТВ Новости дају шансу електричарима”. Фестивал је био такмичарског карактера, а више од 100 бендова из свих делова Југославије пријавило се за наступ, од којих је њих 56 изабрано да наступају. Фестивал је одржан у Хали 1 Београдског сајма, а трајао је три дана; прво полуфинално вече било је 6. јануара, друго 9. јануара, а послење вече фестивала 13. јануара. Жири су чинили Стеван Маркићевић (музички уредник Радио Београда), Боривоје Павловић (новинар Радио Београда), музичари Младен Маслић, Данило Васић,  Александар Вујисин и Јован Попаз, као и боксер Драган Јелачић. У публици су биле пристуне неке угледне личности тог времена, као што су Исидор Папо лекар-кардиохирург, учесник Народноослободилачке борбе, генерал-пуковник санитетске службе и главни хирург ЈНА и академик САНУ, Добрица Ћосић први председник Савезне Републике Југославије, српски писац, романсијер и есејиста, политички и национални теоретичар, учесник Народноослободилачке борбе и редовни члан САНУ, Михаило Вукдраговић српски композитор и диригент, Душан Макавејев, филмски режисер, певач Ђорђе Марјановић, глумци Милена Дравић и Рада Ђуричин, као и многе друге личности.
Првих осам финалиста жири је рангирао следећим редоследом: Беле вишње, Силуете, Индекси, Искре, Бедуини, Динамити и Томи Совиљ и његове силуете. Више од 5.000 људи присуствовало је првом дану фестивала, од којих је велики део носио транспаренте подршке својим омиљеним бендовима. На другој полуфиналној вечери, којој је такође присуствовало неколико хиљада гледалаца, жири је изабрао осам других финалиста, рангирајући их следећим редоследом: Елипсе, Бомко, Весели дечаци, Идоли, Плави дечаци, Смели, Пламених 5 и ВИС Кристали. Финалу је присуствовало око 15.000 људи, жири је одабрао осам најбољих бендова, рангијарући их редоследом: Елипсе, Силуете, Пламених 5, Индекси, Искре, Смели, Беле вишње, Плави дечаци, Весели дечаци и Рубински. За најбољи бенд фестивала гласом публике изабране су Силуете. Дана 3. марта 1966. године у Дому омладине Београда постављена је изложба фоторафија са фестивала, фотографа Томислава Петернека, под називом „Концерт од 100 фотографија”.

## Реакције
Као један од првих рок фестивала и један од првих великих коценарата у Југославији, Гитардијада је изазвала реакције власти и различите реакције јавности. Централни комитет Савеза комуниста Србије расправљао је о фестивалу, али је одлучио да целокупно питање пренесе на Централни комитет Савеза социјалистичке омладине Србије, који је истакао да је то питање надлежности Градског одбора Савеза социјалистичке омладине Србије. Градски одбор показао је разумевање за младе рок музичаре и публику. Њихова аналзика је навела да је „за неке ово музичко питање — питање о судбини социјализма”. Такође је наведено:
| „ | Нажалост, ниска демократска култура великог броја наших грађана резултира чињеницом да у нашој земљи има и људи који би се могли придружити кинеској „културној револуцији“. | ” |

ТВ станице емитовале су снимке са Гитаријаде, укључујући сцене дечака који скидају мајице и машу са њима високо изнад главе, а девојчице плешу.
Дневни лист Политика написао је:
| „ | Љубитељи електричне музике изразили су своје ставове уз помоћ сирена, бацања капута, капа, торбица и свега осталог што им је било у рукама. | ” |

Часопис Илустрована Политика твдио је да је део младих наговорио или чак платио филмски режисер Душан Макавејев, који је желео да направи снимке за један од његови филмова, да делују екстатично и дао им реквизите попут звиждаљки и перика.
Политика је током шездесетих година углавном била приклоњена према западној култури, али је критиковала Гитаријаду, описујући је као „масовни циркус” и „непромишљено завијање”, презирући дугу косу младих рокера, коју су поредили са „птичјим гнездима”, називајућих „младим шимпанзама”, а певање поредили као „позив за парење слонова”. Др. Александар Костић у чланку „Наши домаћи Битлси” који је објављен у недељеном листу НИН критиковао је нови облик забаве:
| „ | Ако ове појаве посматрамо као тежњу за повратком у раније стадијуме еволуције, чак и као привремену тежњу, то не значи да им се не треба супростављати на исти начин на који се одупиремо примитивним поривима. Докази да се појава Битлса и њихових каскада увози са Запада су непотребни. Они нису само производ Запада, већ су декадентни, безобзирни, безвредни и штетни производи, чији увоз не би требало да дође кроз предња ни кроз задња врата [...] Све већи број наших младих одаје стране ексцентричности. Онај који је присуствовао гитарским фештама, које су, нажалост, организовали они који би младима требали пружити други, здравији облик забаве, мора признати да су те емисије биле истинита и верна копија емисија у другим земљама. Хиљаде младих је десет сати без престанка слушало монотону музику познатих Битсла, неуморно климајући главама, машући дугом косом, бесно извијајући своја тела, стежући и испрепретајући ноге, вриштећи и падајући у транс, који је такође ухватио оне који су их посматрали као масовну хистерију. | ” |

Часопис Књижевне новине критиковао је Вечерње новости као организаторе фестивала:
| „ | Постаје јасно да у овом историјском периоду, у овој земљи, штампа или бар њен део нема функцију коју је обично имала током историје: пре свега, да обавештава своје читаоце о стварима које се дешавају око њих и у остатку света. Један део штампе посветио се племенитијој ствари: окупљању длакавих и маскираних стваралаца буке, која се производи уз помоћ уређаја који подсећају на музички инструмент зван гитара и електричну енергију, окупљајући оне младиће на једном месту, дајући им прилику за надметање у овом послу и награђивање и помоћ изабранима међу њима. Сврха је очигледна: подстаћи и ширити ову врсту буке као ствар које је корисна за друштво, дати јој ореол уметности којој треба да се дивите и којим треба да се бавите. | ” |

Са друге стране, лист Борба, службени лист Савеза комуниста Југославије бранио је младе рокере у чланку под насловом „Савремен бабароге”.
| „ | Незгодно је што негативан поглед настаје посматрањем маргиналних детаља, обично одевних предмета и начина забаве, па се добива утисак да су коса и одећа довољна мера за просуђивање младих, истовремено игнорисање њихове животне тежње. Након ствари које су стигле до јавности након Гитаријаде, контакт са „длакавима” који су се анатематизовали као социјална чудовишта обећао је много тога — осим онога што је заиста донео. Међутим, постало је јасно да у уским панталонама и кратким чизмама живе младићи који чврсто стоје на ногама и да њихова дуга коса не покрива само празна глава. | ” |

Младост, службене новине Савеза комустучке омладине Југославије, објавиле су чланак са сличним погледом:
| „ | Можемо ли у самоуправном друштву које одбија наметање одредити лепоту и забаву? Не смирујемо ли савест површном критиком младих због свега што нисмо успели учинити између појаве рокенрола и хула обруча, између појаве твиста и електричне гитарске музике? Није ли таква врста критике лоша навика иза које кријемо немоћ и недостатак бриге за стварне аспирације и способности младих? | ” |

Остали часописи који су бранили извођаче и публику су Илустрована политика и економски часопис Економска политика. Часопис Дуга спровео је упитник под називом „Гитаријада: да или не?”, а на њега су одговарали универзитетски професори, неуропсихијатри, магистри, а већина њих одбацивала је идеју да је рок музика штетна за младе и друштво. Само мали број реакција односио се на стварни квалитет наступа бендова на фестивалу. Музички часопис Џубокс критиковао је певање већине бендова, рекавши да су чланови само неколико бендова савршено певали.

### Други фестивал 1967.
Други фестивал одржан је у Хали 1 Београдског сајма, 23. јануара 1967. године. Више од сто бендова се пријавило за учешће, а одабрано их је тридесетак, док је догађају присуствовало више од 13.000 гледалаца. Жири је прогласио бендове Црни бисери, Делфини и Силуете за најбоље бендове, док је глас публике отишао Плавим дечацима, Џентлменима и Весницима. Бендови Елипсе, Силуете и Пламених 5 нису се такмичили, већ наступали као победници претходне Гитаријаде.

## Наслеђе
Прво издање Гитаријаде сматра се једном од прекретница у историји југословенске рок музике. Иако је велики борј бендова наступао, пуштао плоче и имао радио и телевизијске наступе у годинама пре фестивала, он се сматра догађајем који је открио колико је велика популарност рок музике међу младима. Након прве гитаријаде, рок састав је први пут наступио за југословенског председника Јосипа Броза Тита, победници фестивала бенд Елипсе.
Жељко Фајфрић и Милан Ненад су у књизи „Историја ЈУ рок музике од почетка до 1970. године” написали: „До тада је то (рок музика) била можда само хир, а сада после Гитаријаде је нешто сасвим друго, део друштва који је могао бити маргинализован али не и заборављен.” Историчар Александар Раковић изјавио је да се пре 1966. године рок музика у Југославији „осигуравала држављанством”, а да Гитаријада представља тачку у којој је „феномен рокенрола” потпуно схваћен. Историчарка Радина Вучетић написала је: „Власти су биле свесне да има мало простора за омладину и њен културни и рекреативни живот, те да се појавила група електричних гитариста који представљају специфичан културни покрет. Они нису били схваћени као проблем са којим би се требало бавити. Једино што је недостојало било је нешто спектакуларно, нешто што ће повести друштво ка потпуном прихватању рокенрола. Та „спектакуларна” ствар догодила се у јануару 1986. године [...] Ова отвореност, као и одобравање режима било је добар начин стварања и промовисања позитивног имиџа Југославије”.
Године 2017. српски магазин Недељник прогласио је Гитаријаду из 1966. године једном од 100 догађаја који су променили Србију. У часопису је писало: Након тога (Гитаријаде) све се променило. Партија је прихватила младе људе који су свирали рокенрол, што је провоцирало теоретичаре завере да то описују као жељу комуниста да победи омладину или да их умири и задржи под контролом користећи рокенрол. Наравно, све су то биле глупости јер је рокенрол нешто што се није могло зауставити.